# Road to Brazil
El Road to Brazil (en español: Camino a Brasil) fue un torneo amistoso internacional (como preparación para la Copa Mundial de Fútbol de 2014) que se llevó a cabo en distintas ciudades de los Estados Unidos desde el 29 de mayo hasta el 7 de junio de 2014. La organización de este torneo está a cargo de Soccer United Marketing, el socio organizador de la Copa de Oro de la Concacaf.
En el torneo participaron diez selecciones, cinco de la UEFA: España, Bosnia y Herzegovina, Turquía, Israel y Grecia; dos de la CAF: Costa de Marfil y Nigeria; dos de Concacaf: Honduras y El Salvador; y una de Conmebol: Bolivia. Cabe destacar que seis de las diez selecciones participantes lograron su clasificación a la Copa Mundial de Fútbol de 2014 que se llevará a cabo en Brasil.
La venta de boletos en Estados Unidos y otros países del mundo inició el 17 de marzo de 2014.

## Sedes
En este torneo todos los partidos se jugaron en distintos estadios. El anuncio oficial de las sedes escogidas se dio a conocer el 28 de febrero.
| Washington D. C.     | Chester           | Houston              |
| -------------------- | ----------------- | -------------------- |
| RFK Memorial Stadium | PPL Park          | BBVA Compass Stadium |
| Capacidad: 45 595    | Capacidad: 18 500 | Capacidad: 22 000    |
|                      |                   |                      |
| Frisco               | Landover          | Harrison             |
| Toyota Stadium       | FedExField        | Red Bull Arena       |
| Capacidad: 21 200    | Capacidad: 91 704 | Capacidad: 25 200    |
|                      |                   |                      |
| Saint Louis          |                   |                      |
| Edward Jones Dome    |                   |                      |
| Capacidad: 66 000    |                   |                      |
|                      |                   |                      |

## Equipos participantes

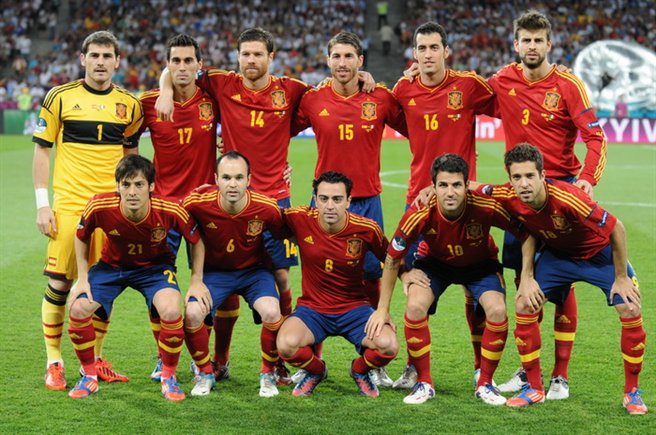
, el campeón del mundo en 2010 fue el invitado de lujo en este torneo.

Diez selecciones participaron en el Road to Brazil, representando cuatro continentes— Europa, África, Norteamérica y Sudamérica. De las selecciones que participarán en el Mundial de Brasil 2014 está el actual campeón del mundo, España, Bosnia y Herzegovina y Grecia, todos de la UEFA; representando a Concacaf está Honduras; y a la CAF la representó Costa de Marfil y Nigeria.
De igual forma, en el torneo participaron otras cuatro selecciones que no consiguieron clasificar a la Copa Mundial de Fútbol de 2014, estas son Turquía e Israel de la UEFA, El Salvador de la Concacaf, y Bolivia de la Conmebol.
- En negrita, los países que participarán en la Copa Mundial de Fútbol de 2014.

| Equipos participantes | Equipos participantes | Equipos participantes | Equipos participantes |
| --------------------- | --------------------- | --------------------- | --------------------- |
| CAF                   | UEFA                  | Concacaf              | Conmebol              |
| Costa de Marfil       | Bosnia y Herzegovina  | El Salvador           | Bolivia               |
| Nigeria               | España                | Honduras              |                       |
|                       | Grecia                |                       |                       |
|                       | Israel                |                       |                       |
|                       | Turquía               |                       |                       |

## Resultados

### Tabla general
Leyenda:

PJ: partidos jugados.

PG: partidos ganados.

PE: partidos empatados.

PP: partidos perdidos.

GF: goles a favor.

GC: goles en contra.

DG: diferencia de goles.

Pts: puntos acumulados.
| Equipo               | PJ | PG | PE | PP | GF | GC | DG | Pts. |
| -------------------- | -- | -- | -- | -- | -- | -- | -- | ---- |
| Grecia               | 2  | 1  | 1  | 0  | 2  | 1  | +1 | 4    |
| Israel               | 1  | 1  | 0  | 0  | 4  | 2  | +2 | 3    |
| España               | 1  | 1  | 0  | 0  | 2  | 0  | +2 | 3    |
| Turquía              | 1  | 1  | 0  | 0  | 2  | 0  | +2 | 3    |
| Bosnia y Herzegovina | 1  | 1  | 0  | 0  | 2  | 1  | +1 | 3    |
| Costa de Marfil      | 2  | 1  | 0  | 1  | 3  | 3  | 0  | 3    |
| Nigeria              | 1  | 0  | 1  | 0  | 0  | 0  | 0  | 1    |
| Bolivia              | 1  | 0  | 0  | 1  | 1  | 2  | -1 | 0    |
| El Salvador          | 1  | 0  | 0  | 1  | 1  | 2  | -1 | 0    |
| Honduras             | 2  | 0  | 0  | 2  | 2  | 6  | -4 | 0    |

### Partidos
| Fecha              | Lugar            |                      |                                 | Resultado                                                      |                            |                 |
| ------------------ | ---------------- | -------------------- | ------------------------------- | -------------------------------------------------------------- | -------------------------- | --------------- |
| 29 de mayo de 2014 | Washington D. C. | Honduras             | Bandera de Honduras             | 0:2 (0:0) Archivado el 31 de mayo de 2014 en Wayback Machine.  | Bandera de Turquía         | Turquía         |
| 30 de mayo de 2014 | Saint Louis      | Bosnia y Herzegovina | Bandera de Bosnia y Herzegovina | 2:1 (1:0) Archivado el 1 de junio de 2014 en Wayback Machine.  | Bandera de Costa de Marfil | Costa de Marfil |
| 1 de junio de 2014 | Houston          | Honduras             | Bandera de Honduras             | 2:4 (0:1) Archivado el 5 de junio de 2014 en Wayback Machine.  | Bandera de Israel          | Israel          |
| 3 de junio de 2014 | Chester          | Grecia               | Bandera de Grecia               | 0:0 Archivado el 6 de junio de 2014 en Wayback Machine.        | Bandera de Nigeria         | Nigeria         |
| 4 de junio de 2014 | Frisco           | El Salvador          | Bandera de El Salvador          | 1:2 (0:2) Archivado el 14 de julio de 2014 en Wayback Machine. | Bandera de Costa de Marfil | Costa de Marfil |
| 6 de junio de 2014 | Harrison         | Grecia               | Bandera de Grecia               | 2:1 (1:0) Archivado el 12 de junio de 2014 en Wayback Machine. | Bandera de Bolivia         | Bolivia         |
| 7 de junio de 2014 | Landover         | España               | Bandera de España               | 2:0 (0:0) Archivado el 12 de junio de 2014 en Wayback Machine. | Bandera de El Salvador     | El Salvador     |

## Estadísticas

### Goleadores
| Jugador        | Selección            | Goles | Minutos |
| -------------- | -------------------- | ----- | ------- |
| David Villa    | España               | 2     | 46'     |
| Edin Džeko     | Bosnia y Herzegovina | 2     | 62'     |
| Didier Drogba  | Costa de Marfil      | 1     | 27'     |
| Mevlüt Erdinç  | Turquía              | 1     | 45'     |
| Caner Erkin    | Turquía              | 1     | 45'     |
| Carlo Costly   | Honduras             | 1     | 45'     |
| Eran Zahavi    | Israel               | 1     | 58'     |
| Omer Damari    | Israel               | 1     | 61'     |
| Gil Vermouth   | Israel               | 1     | 75'     |
| Roger Espinoza | Honduras             | 1     | 135'    |